# Скороходівська селищна територіальна громада
Скороходівська селищна територіальна громада (до 2017 року — Артемівська) — об'єднана територіальна громада в Україні, в Полтавському районі Полтавської області. Адміністративний центр — селище Скороходове.
Площа громади — 135,64 км², населення — 5254 мешканці (2018).
Утворена 25 вересня 2015 року шляхом об'єднання Артемівської селищної ради та Іскрівської, Скибівської сільських рад Чутівського району.
19 липня 2020 року, в результаті адміністративно — територіальної реформи та ліквідації Чутівського району, громада увійшла до складу новоутвореного Полтавського району.

## Населені пункти
До складу громади входять 1 селище та 21 село:
- Скороходове
- Березове
- Вільниця
- Іскрівка
- Козаче
- Коханівка
- Лисівщина
- Майорівка
- Никонорівка
- Нова Кочубеївка
- Павлівка
- Первозванівка
- Петрівка
- Підгірне
- Рябківка
- Скибівка
- Степанівка
- Степове
- Трудолюбівка
- Филенкове
- Флорівка
- Шевченківка.